# Stephon Marbury
Stephon Xavier Marbury (Brooklyn, 20 de abril de 1977), é um ex-jogador de basquete estadunidense da NBA que jogava como armador. Era conhecido desde a juventude pelo apelido de Starbury.

## Carreira

### Universidade
Depois de uma carreira bastante promissora na High School (equivalente ao ensino médio), onde fez parte do All American entre o quinteto ideal da temporada ao lado de outras futuras estrelas da liga como Kevin Garnett e Shareef Abdur-Rahim, optou por jogar na universidade pelo Georgia Institute of Technology, conhecido nacionalmente como Georgia Tech. Em sua única temporada como universitário, conseguiu médias de 18.9 pontos e 4.5 assistências por partida, o que chamou a atenção das equipes profissionais da NBA, fazendo com que Marbury se inscrevesse no draft do ano de 1996.

### Carreira Profissional

#### Minnesota Timberwolves
Foi escolhido na quarta posição do draft daquele ano pelo Milwaukee Bucks, que imediatamente o envolveu em uma troca com o Minnesota Timberwolves em troca de Ray Allen e uma futura primeira escolha em outros drafts. Em sua primeira temporada, já atuava constantemente como titular, com médias de 15.8 pontos e 7.8 assistências, lhe rendendo um lugar no quitento de calouros (rookie) do ano de estréia. Ao lado de Kevin Garnett levou o Timberwolves aos playoffs de 1998 e 1999. Após uma discussão com a diretoria do time de Minnesota por um novo contrato, foi repassado ao New Jersey Nets no começo da temporada 1999-2000.

#### Phoenix Suns
Dois anos depois, sem muito , se transferiu para o Phoenix Suns a fim de ter um novo começo na carreira, em troca que levou Jason Kidd para New Jersey. Novamente envolvido em algumas polêmicas no Arizona, quando foi parado em uma blitz policial embreagado, esteve envolvido em nova transferência, dessa vez para sua atual equipe, o New York Knicks.
Em 2004 foi convocado para a seleção americana de basquete para disputa das Olimpíadas daquele ano, realizadas em Atenas na Grécia. Com campanha considerada decepcionante, os EUA ficaram apenas com o bronze da competição, ao serem eliminados pela Argentina nas semifinais, que posteriormente seriam medalha de ouro.
Na temporada 2005-2006, Marbury esteve envolvido em brigas com o então técnico Larry Brown que teria sido demitido por sua causa  e, aliado a má campanha do time, iniciou novo processo de desgaste com os torcedores de Nova York. Com sua performance cada vez pior nas temporadas seguintes, em 2007-2008 se envolveu em outra discussão pública, dessa vez com o técnico Isiah Thomas. A crise piorou quando ele abandonou o time ao saber se ficaria na reserva. Mas Marbury viveria um drama pessoal ainda maior na temporada, quando seu pai faleceu de ataque cardíaco enquanto assistia a uma partida do Knicks no Madison Square Garden, o que abalou o jogador que foi dispensado do restante da temporada. Na temporada 2008-2009, com a contratação do técnico Mike D'Antoni, irá voltar a trabalhar com o antigo comandante da época de Phoenix.

## Curiosidades
- É primo do também jogador Sebastian Telfair, do Minnesota Timberwolves.
- O filme He Got Game de 1998, dirigido por Spike Lee (torcedor do New York Knicks), foi brevemente baseado na vida pessoal de Marbury. Seu nome é mencionado durante o filme, que foi estrelado por Denzel Washington, Milla Jovovich e pelo jogador Ray Allen.
- Foi capa oficial do jogo NBA Ballers para Playstation 2 e Xbox.
- É amigo pessoal de cantores de rap como Ja Rule, Nick Cannon e Fat Joe.[2]
- Lançou uma linha de tênis em parceria com a rede de lojas especializadas Steve & Barry's chamada "Starbury", seu apelido desde infância. O público alvo são crianças carentes que não tem dinheiro para comprar calçados de marcas famosas como Nike, Reebok e Adidas, patrocinadores oficiais da NBA, que saem, em média, entre 150 e 200 dólares nos EUA, em contrapartida dos Starburys, que tinham preço fixado em 14,98 dólares.
- Em 2007, esteve envolvido em outra polêmica ao defender publicamente o jogador de futebol americano, Michael Vick do Atlanta Falcons, por participar de rinhas de cachorros, que são ilegais nos EUA. A revista Newsweek disse: "Ninguém fala nada quando animais são mortos em caça esportiva por puro prazer humano".[3]
- O lutador de wrestling Montel Vontavious Porter declarou que baseia seu estilo de luta em Marbury, da época que era porteiro do clube onde treina os Knicks.[4]

## Estatísticas

### Temporada Regular
| Ano       | Equipe                 | PR  | PT  | MP   | %CP  | %C3  | %LL  | RP  | AP  | RoP | TP | PP   |
| --------- | ---------------------- | --- | --- | ---- | ---- | ---- | ---- | --- | --- | --- | -- | ---- |
| 1996-1997 | Minnesota Timberwolves | 67  | 64  | 34.7 | .408 | .354 | .727 | 2.7 | 7.8 | 1.0 | .3 | 15.8 |
| 1997-1998 | Minnesota Timberwolves | 82  | 81  | 38.0 | .415 | .313 | .731 | 2.8 | 8.6 | 1.3 | .1 | 17.7 |
| 1998-1999 | Minnesota Timberwolves | 18  | 18  | 36.7 | .408 | .205 | .724 | 3.4 | 9.3 | 1.6 | .3 | 17.7 |
| 1998-1999 | New Jersey Nets        | 31  | 31  | 39.8 | .439 | .367 | .832 | 2.6 | 8.7 | 1.0 | .1 | 23.4 |
| 1999-2000 | New Jersey Nets        | 74  | 74  | 38.9 | .432 | .283 | .813 | 3.2 | 8.4 | 1.5 | .2 | 22.2 |
| 2000-2001 | New Jersey Nets        | 67  | 67  | 38.2 | .441 | .328 | .790 | 3.1 | 7.6 | 1.2 | .1 | 23.9 |
| 2001-2002 | Phoenix Suns           | 82  | 80  | 38.9 | .442 | .286 | .781 | 3.2 | 8.1 | .9  | .2 | 20.4 |
| 2002-2003 | Phoenix Suns           | 81  | 81  | 40.0 | .439 | .301 | .803 | 3.2 | 8.1 | 1.3 | .2 | 22.3 |
| 2003-2004 | Phoenix Suns           | 34  | 34  | 41.6 | .432 | .314 | .795 | 3.4 | 8.3 | 1.9 | .2 | 20.8 |
| 2003-2004 | New York Knicks        | 47  | 47  | 39.1 | .431 | .321 | .833 | 3.1 | 9.3 | 1.4 | .1 | 19.8 |
| 2004-2005 | New York Knicks        | 82  | 82  | 40.0 | .462 | .354 | .834 | 3.0 | 8.1 | 1.5 | .1 | 21.7 |
| 2005-2006 | New York Knicks        | 60  | 60  | 36.6 | .451 | .317 | .755 | 2.9 | 6.4 | 1.0 | .1 | 16.3 |
| 2006-2007 | New York Knicks        | 74  | 74  | 37.1 | .415 | .357 | .769 | 2.9 | 5.4 | 1.0 | .1 | 16.4 |
| 2007-2008 | New York Knicks        | 24  | 19  | 33.5 | .419 | .378 | .716 | 2.5 | 4.7 | .9  | .1 | 13.9 |
| Total     |                        | 823 | 812 | 38.2 | .434 | .326 | .785 | 3.0 | 7.8 | 1.2 | .1 | 19.7 |
|           | All-Star Game          | 2   | 0   | 16.5 | .500 | .400 | .500 | .5  | 5.0 | .0  | .0 | 8.0  |

### Playoffs
| Ano       | Equipe                 | PR | PT | MP   | %CP  | %C3  | %LL  | RP  | AP  | RoP | TP | PP   |
| --------- | ---------------------- | -- | -- | ---- | ---- | ---- | ---- | --- | --- | --- | -- | ---- |
| 1996-1997 | Minnesota Timberwolves | 3  | 3  | 39.0 | .400 | .300 | .600 | 4.0 | 7.7 | .7  | .0 | 21.3 |
| 1997-1998 | Minnesota Timberwolves | 5  | 5  | 41.8 | .306 | .280 | .783 | 3.2 | 7.6 | 2.4 | .0 | 13.8 |
| 2002-2003 | Phoenix Suns           | 6  | 6  | 45.3 | .375 | .227 | .758 | 4.0 | 5.7 | 1.2 | .0 | 22.0 |
| 2003-2004 | New York Knicks        | 4  | 4  | 43.5 | .373 | .300 | .680 | 4.3 | 6.5 | 1.8 | .0 | 21.3 |
| Total     |                        | 18 | 18 | 42.9 | .365 | .276 | .725 | 3.8 | 6.7 | 1.6 | .0 | 19.4 |